# Heterocampa secessionis
Heterocampa secessionis är en fjärilsart som beskrevs av Benjamin 1932. Heterocampa secessionis ingår i släktet Heterocampa och familjen tandspinnare. Inga underarter finns listade i Catalogue of Life.